# 강릉 분기점
강릉 분기점(江陵分岐點, Gangneung Junction, 강릉JC)은 강원특별자치도 강릉시 성산면 송암리와 위촌리에 걸쳐 설치된 영동고속도로와 동해고속도로가 만나는 분기점이자 영동고속도로의 종점이다.

## 연혁
- 2001년 11월 28일 : 영동고속도로 횡계 ~ 강릉 구간 확장 개통 및 동해고속도로 강릉 ~ 주문진 구간 확장 개통에 따라 영업 개시[1]

## 구조물 정보
- 위치: 강원특별자치도 강릉시 성산면 송암리, 위촌리

## 접속하는 노선

### 인천방면
- 영동고속도로 (37번)[2]

### 삼척・속초방면
- 동해고속도로 (36번)